# Breitenbrunn (Offenhausen)
Breitenbrunn ist ein Gemeindeteil der Gemeinde Offenhausen im Landkreis Nürnberger Land (Mittelfranken, Bayern). Die Gemarkung Breitenbrunn liegt teils auf dem Gemeindegebiet von Offenhausen, teils auf dem Gemeindegebiet von Happurg. Sie hat eine Fläche von 7,017 km² und ist in 1297 Flurstücke aufgeteilt, die eine durchschnittliche Flurstücksfläche von 5410,19 m² haben. In ihr liegen neben dem namensgebenden Ort die Gemeindeteile Hartenberg, Hinterhaslach und Vorderhaslach.

## Geografische Lage
Das Dorf liegt in einem Talkessel am Fuße des Asselbergs sowie des Lindenbühls. Um den Ort herum entspringen einige Bäche, die sich zur Sallach, einem rechten Zufluss des Hammerbachs, vereinigen. Eine Gemeindeverbindungsstraße führt zur Kreisstraße LAU 5 bei Offenhausen (1,5 km westlich) bzw. nach Hartenberg (2,7 km nordöstlich). Von dieser zweigt eine Gemeindeverbindungsstraße nach Hinterhaslach ab (1,2 km östlich).

## Geschichte
Mit dem Gemeindeedikt (frühes 19. Jahrhundert) wurde Breitenbrunn dem Steuerdistrikt Kucha zugewiesen. Zugleich entstand die Ruralgemeinde Breitenbrunn, zu der Hartenberg, Hinterhaslach und Vorderhaslach gehörten. Sie unterstand in Verwaltung und Gerichtsbarkeit dem Landgericht Altdorf. Am 31. Dezember 1971 wurde diese im Rahmen der bayerischen Gebietsreform aufgelöst: Breitenbrunn und Hinterhaslach wurden nach Offenhausen eingemeindet, Hartenberg und Vorderhaslach nach Happurg.

### Baudenkmäler
- Haus Nr. 202: dazugehörige Scheune
- Haus Nr. 209: dazugehörige Scheune
- Grenzstein

### Einwohnerentwicklung der Gemeinde Breitenbrunn
| Jahr      | 1910 | 1933 | 1939 | 1987 |
| Einwohner | 228  | 225  | 206  | 203  |

## Wirtschaft und Infrastruktur
Durch eine Hackschnitzelanlage werden etwa 30 Abnehmer mit umweltfreundlicher Wärme versorgt. Das entspricht etwa der Hälfte der Haushalte des Ortes. Die dazu notwendige Anlage besteht aus einem Biomasseheizwerk und einem Nahwärmenetz, dass die erzeugte Energie zu den Haushalten bringt. Deshalb spricht man vom Bioenergiedorf. Die Leitungslänge des Wärmenetzes beträgt 1,8 Kilometer.
Im Ort gibt es einen Schützenverein und einen Gesangsverein sowie die Freiwillige Feuerwehr.